# Кабінет міністрів Сполученого Королівства
Кабіне́т міні́стрів Сполученого Королівства (англ. Cabinet of the United Kingdom) — частина уряду його Величності та вищий орган виконавчої влади Сполученого Королівства. Кабінет міністрів складається з офіційних урядових осіб, обраних Прем'єр-міністром, з них більшість — міністри уряду, в основному глави департаментів на посадах «державних секретарів». Формально члени Кабінету обираються виключно з однієї з палат Парламенту.

## Діяльність
Технічно, Кабінет є одним з комітетів Таємної ради, тому всі його члени автоматично призначаються таємними радниками. Рішення уряду і Прем'єр-міністра формально приймаються від імені монарха на спеціальних засіданнях Таємної ради у присутності Лорда Голови та обмеженої кількості радників; такі рішення називаються «указ-в-раді» (Order-in-Council).
За конституційним звичаєм, у британській системі врядування Кабінет був формальним органом прийняття ключових рішень виконавчої влади. Тепер його роль як органу, що приймає рішення, значно скорочено, і дехто вважає, що таку функцію було узурповано Прем'єр-міністром.
Сучасна система Кабінету була встановлена Ллойд-Джорджем, коли той був Прем'єр-міністром у 1916–1922 роках, — з Офісом Кабінету і секретаріатом, структурою комітетів, зустрічами (Minutes) і чіткішими відношеннями з міністрами департаментів. Це було наслідком Першої світової війни, коли рішення необхідно було приймати якнайшвидше і найбільш злагоджено.
Така централізація неминучо підвищила повноваження Прем'єр-міністра з першого серед рівних у Кабінеті Асквіта 1906, до рівня домінуючих фігур Ллойд-Джорджа, Болдвіна і Черчіля.

### Засідання
Кабінет міністрів збирається на регулярній основі, як правило, щотижня у вівторок зранку з метою обговорення найважливіших питань державної політики та прийняття рішень. Упродовж тривалого проміжку часу Кабінет міністрів засідав у четвер і це було змінено тільки після заяви Прем'єр-міністра Гордона Брауна про те, що наради буде перенесено на вівторок. Тривалість нарад залежить від стилю Прем'єр-міністра і політичних умов, але на теперішній час засідання може тривати лише пів години, що свідчить про формальне прийняття рішень, розглянутих у комітетах, кулуарних групах або у двосторонніх зустрічах між Прем'єр-міністром і головами окремих департаментів Уряду, а обговорення у Кабінеті міністрів дещо обмежені.
Кабінет міністрів має безліч підкомітетів, які зосереджені на конкретних областях політики, особливо тих, які торкаються сфери діяльності декількох міністерств, і тому потребують координації. Вони можуть бути постійними або створюватись на короткий термін для розгляду конкретних питань («спеціальні комітети»). Справами Кабінету міністрів займається Секретаріат.
Більшість з Прем'єр-міністрів тримали так званий «кухонний кабінет», який складався із власних надійних радників, які могли бути членами Кабінету, але найчастіше були особистими радниками прем'єра. Останнім часом у засобах масової інформації лунають заяви (особливо на адресу урядів Маргарет Тетчер та Тоні Блера) стосовно того, що більшість, а, можливо, й усі важливі рішення були прийняті ще до засідання уряду. Такі заяви зробили, наприклад колишні міністри Клер Шорт і Кріс Сміт.

### Стосунки з парламентом
У Сполученому Королівстві існують дві ключові конституційні конвенції, що стосуються відповідальності Кабінету перед парламентом та колективної відповідальності Кабінету і окремих міністрів.
Такі конвенції є наслідком того, що члени Кабінету міністрів є членами парламенту, і, відповідно, підзвітні йому, тому що парламент має верховенство. Колективна відповідальність кабінету означає, що міністри приймають рішення колективно, і тому відповідальність за наслідки цих рішень несуть на колективній основі.
Індивідуальна відповідальність міністрів визначається конвенцією про те, що як керівник департаменту, міністр несе відповідальність за свої дії, а також за невдачі свого відділу. У випадку допущення відділом грубих помилок відповідний міністр має подати у відставку. На практиці ж це доволі рідке явище. Останнім таким випадком було звільнення Естеля Морріса, який пішов у відставку з посту державного секретаря з питань освіти та професійної підготовки у 2002 році за власним бажанням (після виникнення значних проблем і недоліків у визначенні рівня іспитів). Обставини, за яких застосовується зазначена конвенція, звісно, суворо визначити неможливо, — це залежить від багатьох факторів.
У Великій Британії виконавчу владу не відділено від законодавчої, оскільки члени Кабінету одночасно є членами парламенту.

### Критика діяльності
У дійсний час дехто критикує Кабінет, тому що прем'єр-міністри керують країною у стилі «президента». Наприклад, Тоні Блер був звинувачений в тому, що не використовує Кабінет як орган колективного прийняття рішень. Те саме відноситься й до Маргарет Тетчер, яка нав'язувала урядові свою точку зору.

## Голова уряду
- Прем'єр-міністр — Ріші Сунак.

## Кабінет міністрів
Склад чинного уряду подано станом на 28 липня 2016 року.
| Логотип | Міністерство                                                      | Міністр                              | Фото | Час на посаді | Час на посаді  | Партія | Партія | Вебсайт                                        |
| ------- | ----------------------------------------------------------------- | ------------------------------------ | ---- | ------------- | -------------- | ------ | ------ | ---------------------------------------------- |
|         | Міністерство державної служби (Her Majesty's Home Civil Service)  | Тереза Мей (Theresa May)             |      | 13 липня 2016 | 11 червня 2017 |        | CP     | [Архівовано 2 вересня 2017 у Wayback Machine.] |
|         | Міністерство з питань бізнесу, енергетики і промислової стратегії | Грег Кларк (Greg Clark)              |      |               |                |        |        |                                                |
|         | Міністерство з питань громад і місцевого самоврядування           | Саджид Джавід (Sajid Javid)          |      |               |                |        |        |                                                |
|         | Міністерство у справах Європейського Союзу                        | Девід Девіс (David Davis)            |      |               |                |        |        |                                                |
|         | Міністерство Північної Ірландії                                   | Джеймс Брокеншир (James Brokenshire) |      |               |                |        |        |                                                |
|         | Міністерство Уельсу                                               | Алан Кернс (Alun Cairns)             |      |               |                |        |        |                                                |
|         | Міністерство Шотландії                                            | Девід Манделл (David Mundell)        |      |               |                |        |        |                                                |
|         | Міністерство внутрішніх справ                                     | Ембер Радд (Amber Rudd)              |      |               |                |        |        |                                                |
|         | Міністерство екології, продовольства і сільських справ            | Андреа Лідсом (Andrea Leadsom)       |      |               |                |        |        |                                                |
|         | Міністерство закордонних справ                                    | Борис Джонсон (Boris Johnson)        |      |               |                |        |        |                                                |
|         | Міністерство культури, медіа і спорту                             | Карен Бредлі (Karen Bradley)         |      |               |                |        |        |                                                |
|         | Міністерство міжнародного розвитку                                | Пріті Пател (Priti Patel)            |      |               |                |        |        |                                                |
|         | Міністерство міжнародної торгівлі                                 | Ліам Фокс (Liam Fox)                 |      |               |                |        |        |                                                |
|         | Міністерство оборони                                              | Майкл Феллон (Michael Fallon)        |      |               |                |        |        |                                                |
|         | Міністерство освіти і рівності жінок                              | Джастін Грінінг (Justine Greening)   |      |               |                |        |        |                                                |
|         | Міністерство охорони здоров'я                                     | Джеремі Гант (Jeremy Hunt)           |      |               |                |        |        |                                                |
|         | Міністерство праці та пенсій                                      | Деміан Грін (Damian Green)           |      |               |                |        |        |                                                |
|         | Міністерство транспорту                                           | Кріс Грейлінг (Chris Grayling)       |      |               |                |        |        |                                                |
|         | Міністерство юстиції                                              | Елізабет Трасс (Elizabeth Truss)     |      |               |                |        |        |                                                |
|         | Міністр кабінету міністрів                                        | Бен Гаммер (Ben Gummer)              |      |               |                |        |        |                                                |

## Історія
Традиційно, монарх був лідером Кабінету. Голова уряду потрібен був лише для виконання рішень та здійснення політики монарха. Міністри були лише слугами, що проводили (ministered) волю монарха. Традиційний Кабінет середньовічної Англії складався з:
- Господарство:
  - Дворецький
  - Скарбник
  - Хранитель Таємної печатки
  - Церемоніймейстер
  - Гардеробник

- Суд:
  - Адміралтейство
  - Канцлер
  - Прохання громад
  - Королівська Скарбниця
  - Королівська лавка

- Військо:
  - Маршал
  - Констебль
  - Адмірал